# Holopogon cornutus
Holopogon cornutus là một loài ruồi trong họ Asilidae. Holopogon cornutus được Theodor miêu tả năm 1980. Loài này phân bố ở vùng Cổ Bắc giới và châu Á.